# The Rasmus diskografi
Detta är en diskografi för den finländska rockgruppen The Rasmus. Den utgörs av nio studioalbum, två samlingsalbum, tre EP-skivor, 34 singlar samt två live-dvd:er.
Bandets tre första album, däribland debutalbumet Peep (1996), gavs ut av Warner Music Finland mellan 1996 och 1998 (då under gruppnamnet Rasmus, utan "The"). Därefter fick bandet en viss uppmärksamhet även utanför Finlands gränser med albumet Into (2001) samt ett internationellt genombrott med Dead Letters (2003), det sistnämnda med 1,5 miljoner sålda exemplar världen runt. Listframgången minskades dock stegvis i samband med Hide from the Sun (2005) och Black Roses (2008), varpå bandet under 2009 lämnade Playground Music. 2012 utkom gruppens självbetitlade åttonde album, The Rasmus.
I Finland har The Rasmus haft fyra albumettor och sju singelettor, inklusive hiten "In the Shadows" som också blev etta i Tyskland och Nya Zeeland. Bandet har även spelat in musikvideor till de flesta av deras singlar. År 2022 representerade de Finland i Eurovision Song Contest med låten "Jezebel".

## Studioalbum
| 1996                                                            | Peep - Släppt: 23 september 1996 - Skivbolag: Warner Music Finland (0630-14882-2) - Format: CD                             | —  | —  | 16 | —  | —  | —  | —  | —  | —  | —  | —  | - FIN: Guld           |
| 1997                                                            | Playboys - Släppt: 29 augusti 1997 - Skivbolag: Warner Music Finland (0630-19923-2) - Format: CD                           | —  | —  | 5  | —  | —  | —  | —  | —  | —  | —  | —  |                       |
| 1998                                                            | Hellofatester - Släppt: 2 november 1998 - Skivbolag: Warner Music Finland (3984-25728-2) - Format: CD                      | —  | —  | 16 | —  | —  | —  | —  | —  | —  | —  | —  |                       |
| 2001                                                            | Into - Släppt: 29 oktober 2001 - Skivbolag: Playground Music (PGMCD 2) - Format: CD                                        | —  | —  | 1  | —  | —  | —  | —  | —  | —  | —  | —  | - FIN: Dubbel platina |
| 2003                                                            | Dead Letters - Släppt: 21 mars 2003 - Skivbolag: Playground Music (PGMCD 14) - Format: CD                                  | 49 | 25 | 1  | 3  | 1  | 25 | 16 | 1  | 10 | 17 | 1  | - FIN: Dubbel platina |
| 2005                                                            | Hide from the Sun - Släppt: 12 september 2005 - Skivbolag: Playground Music (PGMCD 33) - Format: CD                        | —  | 45 | 1  | 29 | 3  | 27 | —  | 5  | 65 | 16 | 4  | - FIN: Platina        |
| 2008                                                            | Black Roses - Släppt: 26 september 2008 - Skivbolag: Playground Music (PGMCD 56) - Format: CD, CD+DVD, digital nedladdning | —  | —  | 1  | —  | 13 | 51 | —  | 22 | —  | 32 | 22 | - FIN: Guld           |
| 2012                                                            | The Rasmus - Släppt: 18 april 2012 - Skivbolag: Universal Music (2798720) - Format: CD, digital nedladdning                | —  | —  | 3  | —  | 26 | —  | —  | 46 | —  | —  | 23 | - FIN: Guld           |
| 2017                                                            | Dark Matters - Släppt: 22 september 2017 - Skivbolag: Playground Music (PGMCD 93) - Format: CD, LP, digital nedladdning    | —  | —  | 7  | —  | 61 | —  | —  | 52 | —  | —  | 47 |                       |
| 2022                                                            | Rise - Släppt: 23 september 2022 - Skivbolag: Playground Music (PGMCD 114) - Format: CD, LP, digital nedladdning           |    |    |    |    |    |    |    |    |    |    |    |                       |
| "—" anger ett album som inte hamnade på den angivna topplistan. | |    |    |    |    |    |    |    |    |    |    |    |                       |

## Samlingsalbum
| 2001                                                            | Hellofacollection - Släppt: 16 november 2001 - Skivbolag: Warner Music Finland (0927-41705-2) - Format: CD              | 2 | - FIN: Platina |
| 2009                                                            | Best of 2001–2009 - Släppt: 25 november 2009 - Skivbolag: Playground Music (PGMCD 61) - Format: CD, digital nedladdning | 8 |                |
| "—" anger ett album som inte hamnade på den angivna topplistan. | |   |                |

## EP-skivor
Följande trilogi av EP-skivor utgavs i samband med debutalbumet Peep. 1st kan betraktas som en självständig EP medan 2nd och 3rd mer fungerade som 2-spåriga singlar.
| 1995                                                            | 1st - Släppt: 16 december 1995 - Skivbolag: Teja G. Records (TEJA-003) - Format: CD                                                                   |
| 1996                                                            | 2nd - Släppt: April 1996 - Skivbolag: Warner Music Finland (3984-25728-2) - Format: CD                                                                |
| 1996                                                            | 3rd - Släppt: Augusti 1996 - Skivbolag: Warner Music Finland (0630-16388-2) - Format: CD - Låten "Ghostbusters" uppnådde åttonde placering i Finland. |
| "—" anger ett album som inte hamnade på den angivna topplistan. | |

## Singlar
| 1997                                                            | "Blue"                               | —  | —  | 3  | —  | —  | —  | —  | —  | —  | —  | —  | Playboys          |
| 1998                                                            | "Ice"                                | —  | —  | 2  | —  | —  | —  | —  | —  | —  | —  | —  | Playboys          |
| 1998                                                            | "Liquid"                             | —  | —  | 2  | —  | —  | —  | —  | —  | —  | —  | —  | Hellofatester     |
| 1999                                                            | "Swimming with the Kids"             | —  | —  | 16 | —  | —  | —  | —  | —  | —  | —  | —  | Hellofatester     |
| 2001                                                            | "F-F-F-Falling"                      | —  | —  | 1  | —  | —  | —  | —  | —  | —  | —  | —  | Into              |
| 2001                                                            | "Chill"                              | —  | —  | 2  | —  | —  | —  | —  | —  | —  | —  | —  | Into              |
| 2001                                                            | "Madness"                            | —  | —  | 2  | —  | —  | —  | —  | —  | —  | —  | —  | Into              |
| 2002                                                            | "Heartbreaker"                       | —  | —  | 1  | —  | —  | —  | —  | —  | —  | —  | —  | Into              |
| 2003                                                            | "In the Shadows"                     | 23 | 6  | 1  | 6  | 1  | 6  | 1  | 2  | 3  | 2  | 2  | Dead Letters      |
| 2003                                                            | "In My Life"                         | —  | 5  | 1  | —  | —  | 51 | —  | —  | —  | —  | —  | Dead Letters      |
| 2003                                                            | "First Day of My Life"               | —  | 31 | 4  | —  | 6  | 28 | —  | 20 | 50 | 31 | 9  | Dead Letters      |
| 2004                                                            | "Funeral Song (The Resurrection)"    | —  | —  | 2  | —  | 24 | —  | —  | 54 | —  | —  | 32 | Dead Letters      |
| 2004                                                            | "Guilty"                             | —  | 17 | 2  | —  | 20 | 58 | —  | 43 | 15 | —  | 32 | Dead Letters      |
| 2005                                                            | "No Fear"                            | —  | 6  | 1  | 41 | 13 | 17 | —  | 44 | 43 | 23 | 16 | Hide from the Sun |
| 2005                                                            | "Sail Away"                          | —  | 18 | 1  | —  | 34 | 74 | —  | 51 | —  | 58 | 53 | Hide from the Sun |
| 2006                                                            | "Shot"                               | —  | —  | 6  | —  | 46 | —  | 91 | —  | —  | —  | 49 | Hide from the Sun |
| 2008                                                            | "Livin' in a World Without You"      | —  | —  | 1  | —  | 14 | —  | —  | 78 | —  | —  | 26 | Black Roses       |
| 2009                                                            | "Justify"                            | —  | —  | —  | —  | 56 | —  | —  | —  | —  | —  | 61 | Black Roses       |
| 2009                                                            | "October & April" (med Anette Olzon) | —  | —  | 3  | —  | 79 | —  | —  | —  | —  | —  | —  | Best of 2001–2009 |
| 2012                                                            | "I'm a Mess"                         | —  | —  | —  | —  | —  | —  | —  | —  | —  | —  | —  | The Rasmus        |
| 2012                                                            | "Stranger"                           | —  | —  | —  | —  | —  | —  | —  | —  | —  | —  | —  | The Rasmus        |
| 2012                                                            | "Mysteria"                           | —  | —  | —  | —  | —  | —  | —  | —  | —  | —  | —  | Inget album       |
| 2017                                                            | "Paradise"                           | —  | —  | —  | —  | —  | —  | —  | —  | —  | —  | —  | Dark Matters      |
| 2017                                                            | "Silver Night"                       | —  | —  | —  | —  | —  | —  | —  | —  | —  | —  | —  | Dark Matters      |
| 2017                                                            | "Nothing"                            | —  | —  | —  | —  | —  | —  | —  | —  | —  | —  | —  | Dark Matters      |
| 2017                                                            | "Wonderman"                          | —  | —  | —  | —  | —  | —  | —  | —  | —  | —  | —  | Dark Matters      |
| 2017                                                            | "Something in the Dark"              | —  | —  | —  | —  | —  | —  | —  | —  | —  | —  | —  | Dark Matters      |
| 2018                                                            | "Holy Grail"                         | —  | —  | —  | —  | —  | —  | —  | —  | —  | —  | —  | Inget album       |
| 2021                                                            | "Bones"                              | —  | —  | —  | —  | —  | —  | —  | —  | —  | —  | —  | Rise              |
| 2021                                                            | "Venomous Moon" (med Apocalyptica)   | —  | —  | —  | —  | —  | —  | —  | —  | —  | —  | —  | Rise              |
| 2022                                                            | "Jezebel"                            | —  | —  | 4  | —  | —  | —  | —  | —  | —  | —  | —  | Rise              |
| 2022                                                            | "Rise"                               |    |    |    |    |    |    |    |    |    |    |    | Rise              |
| "—" anger en singel som inte hamnade på den angivna topplistan. |                                      |    |    |    |    |    |    |    |    |    |    |    |                   |

### Promosinglar
| År   | Titel                    | Notering | Album             |
| ---- | ------------------------ | --- | ----------------- |
| 1997 | "Kola"                   | Promosingel släppt i samarbete med Pepsi Music                                                                             | Playboys          |
| 1997 | "Playboys"               | Promosingel släppt i CD-format utan något omslag                                                                           | Playboys          |
| 2006 | "Keep Your Heart Broken" | Låten var ursprungligen endast avsedd för radio i Finland men släpptes därefter också kommersiellt som digital nedladdning | Hide from the Sun |

## Videografi

### Videoalbum
| År   | Information                                                                                     |
| ---- | ----------------------------------------------------------------------------------------------- |
| 2004 | Live Letters - Släppt: 22 november 2004 - Skivbolag: Playground Music (PGMDVD 14) - Format: DVD |
| 2012 | Live 2012 / Mysteria - Släppt: 2012 - Skivbolag: Shadowland Ltd. - Format: DVD                  |

### Musikvideor
| År   | Titel                                      | Regissör                                             | Album             |
| ---- | ------------------------------------------ | ---------------------------------------------------- | ----------------- |
| 1996 | "Funky Jam"                                | i.u.                                                 | Peep              |
| 1997 | "Playboys"                                 | i.u.                                                 | Playboys          |
| 1998 | "Liquid"                                   | Tres Papricas                                        | Hellofatester     |
| 2001 | "F-F-F-Falling"                            | Miikka Lommi                                         | Into              |
| 2001 | "Chill"                                    | Självinspelad, redigering av Johan Skaneby           | Into              |
| 2003 | "In the Shadows" (Nordic "Bandit" Version) | Finn Andersson                                       | Dead Letters      |
| 2003 | "In My Life"                               | Niclas Fronda & Fredrik Löfberg (Baranga Film/Topaz) | Dead Letters      |
| 2003 | "In the Shadows" (European "Crow" Version) | Niclas Fronda & Fredrik Löfberg (Baranga Film)       | Dead Letters      |
| 2003 | "First Day of My Life"                     | Sven Bollinger                                       | Dead Letters      |
| 2004 | "Funeral Song (The Resurrection)"          | Niclas Fronda & Fredrik Löfberg (Baranga Film)       | Dead Letters      |
| 2004 | "In the Shadows" (US/UK "Mirror" Version)  | Philipp Stöltzl                                      | Dead Letters      |
| 2004 | "Guilty"                                   | Nathan Cox                                           | Dead Letters      |
| 2005 | "No Fear"                                  | Jörn Heitmann                                        | Hide from the Sun |
| 2005 | "Sail Away"                                | Mathias Vielsäcker & Christoph Mangler               | Hide from the Sun |
| 2006 | "Shot"                                     | Sandra Marschner                                     | Hide from the Sun |
| 2006 | "Immortal"                                 | Eero Heinonen med några vänner                       | Hide from the Sun |
| 2008 | "Livin' in a World Without You"            | Niclas Fronda                                        | Black Roses       |
| 2009 | "Justify"                                  | Owe Lingvall                                         | Black Roses       |
| 2009 | "October & April"                          | Owe Lingvall                                         | Best of 2001–2009 |
| 2009 | "Your Forgiveness"                         | Eero Heinonen                                        | Black Roses       |
| 2012 | "I'm a Mess"                               | Jopsu Ramu & Timo Ramu (Musuta Ltd.)                 | The Rasmus        |
| 2012 | "Stranger"                                 | Aku Louhimies                                        | The Rasmus        |
| 2012 | "Mysteria"                                 | Miikka Lommi                                         | Inget album       |
| 2017 | "Paradise"                                 | Gustav Olsson (Mohave Media)                         | Dark Matters      |
| 2017 | "Wonderman"                                | Jesse Haaja (Black Lion Pictures)                    | Dark Matters      |
| 2017 | "Silver Night"                             | Vesa Manninen                                        | Dark Matters      |
| 2018 | "Nothing"                                  | Eero Heinonen                                        | Dark Matters      |
| 2018 | "Holy Grail"                               | Jani Klemola                                         | Inget album       |
| 2021 | "Venomous Moon"                            | Vertti Virkajärvi                                    | The Rasmus        |
| 2022 | "Jezebel"                                  | Jesse Haaja                                          | The Rasmus        |
| 2022 | "Rise"                                     | Heikki Slåen                                         | The Rasmus        |

## B-sidor, sällsynta låtar och covers
| År   | Titel                 | Originalartist | Utgivning                          |
| ---- | --------------------- | -------------- | ---------------------------------- |
| 1996 | "Ghostbusters"        | Ray Parker Jr. | 3rd och Peep                       |
| 2001 | "Play Dead"           | Björk          | B-sida på "Madness"                |
| 2001 | "Used to Feel Before" | Kingston Wall  | B-sida på "Madness"                |
| 2006 | "SOS"                 | Abba           | Come Together - A Tribute to Bravo |

| År   | Titel                               | Utgivning                                                                                      |
| ---- | ----------------------------------- | ---------------------------------------------------------------------------------------------- |
| 1995 | "Rakkauslaulu"                      | 1st Även på Hellofacollection                                                                  |
| 1998 | "Ufolaulu"                          | B-sida på "Ice"                                                                                |
| 2001 | "Can't Stop Me"                     | B-sida på "Chill", maxisingeln Även på Into (Special Edition)                                  |
| 2001 | "Play Dead"                         | B-sida på "Madness" Även på Into (Special Edition)                                             |
| 2001 | "Used to Feel Before"               | B-sida på "Madness" Även på Into (Special Edition)                                             |
| 2002 | "Days"                              | B-sida på "Heartbreaker" Även på Into (Special Edition)                                        |
| 2003 | "Everything You Say"                | Dead Letters, finländska specialutgåvan Även på "Funeral Song (The Resurrection)", maxisingeln |
| 2003 | "What Ever"                         | B-sida på "In My Life" Även på Dead Letters, brittiska utgåvan                                 |
| 2003 | "Since You've Been Gone"            | B-sida på "First Day of My Life", brittiska utgåvan                                            |
| 2003 | "If You Ever"                       | B-sida på "Funeral Song (The Resurrection)" Även på Dead Letters, brittiska utgåvan            |
| 2005 | "Dancer in the Dark"                | Hide from the Sun (Limited Edition) Även på "No Fear", brittiska maxisingeln                   |
| 2005 | "Open My Eyes"                      | Hide from the Sun, brittiska utgåvan                                                           |
| 2005 | "Trigger"                           | Hide from the Sun, japanska utgåvan                                                            |
| 2006 | "SOS"                               | Come Together - A Tribute to Bravo                                                             |
| 2008 | "Yesterday You Threw Away Tomorrow" | Black Roses, brittiska utgåvan Även på "Justify"                                               |